# مارتونی پوغوسیان
مارتونی گورگنی پوغوسیان (ارمنی: Մարտունի Գուրգենի Պողոսյան؛  زادهٔ ۷ اکتبر ۱۹۲۶) مهندس اهل ارمنستان است.

## زندگی‌نامه
وی در ۷ اکتبر ۱۹۲۶ ‏در ایروان به دنیا آمد و از دانشگاه پلی‌تکنیک ارمنستان (۱۹۴۸) فارغ‌التحصیل گشت. همچنین برندهٔ جوایزی همچون نشان آنانیا شیراکاتسی (۲۰۰۲) شده است.